# Eduard Lettgau
Eduard Jakob Friedrich Lettgau (* 19. Februar 1819 in Koblenz; † 29. August 1885) war ein preußischer Generalmajor.

## Leben

### Herkunft
Eduard war ein Sohn des Regierungssekretärs Friedrich Lettgau († 1857) und dessen Ehefrau Anna, geborene Huhn († 1836).

### Militärkarriere
Lettgau besuchte das Gymnasium in Koblenz und trat am 11. November 1836 als Dreijährig-Freiwilliger in das 25. Infanterie-Regiment der Preußischen Armee ein. Er avancierte Mitte Oktober 1838 zum Sekondeleutnant und war vom 1. September 1843 bis zum 30. September 1847 als Adjutant und Rechnungsführer zum II. Bataillon im 25. Landwehr-Regiment in Jülich kommandiert. Nach seiner Rückkehr in sein Stammregiment am 1. Februar 1848 zum Adjutanten des II. Bataillons ernannt und stieg er am 23. Januar 1851 zum Premierleutnant auf. Als Kompanieführer war Lettgau vom 29. März 1851 bis zum 1. März 1854 zum II. Bataillon sowie in gleicher Eigenschaft vom 1. April 1855 bis 1. November 1857 zum I. Bataillon im 25. Landwehr-Regiment kommandiert. Zwischenzeitlich stieg Lettgau zum Hauptmann und Kompaniechef auf. Am 1. Mai 1860 erfolgte seine Kommandierung als Kompanieführer zum 25. kombinierte Infanterie-Regiment, aus dem sich zum 1. Juli 1860 das 5. Rheinische Infanterie-Regiment Nr. 65 formierte. Lettgau erhielt das Kommando über die 5. Kompanie und wurde am 9. Juni 1864 mit der Beförderung zum Major Kommandeur des I. Bataillons in Köln. In dieser Stellung nahm er 1866 während des Krieges gegen Österreich an den Schlachten bei Münchengrätz und Königgrätz teil.
Nach dem Krieg wurde Lettgau am 30. Oktober 1866 als Kommandeur des I. Bataillons in das neuerrichteten Infanterie-Regiment Nr. 88 nach Fulda versetzt und Ende März 1868 zum Oberstleutnant befördert. Während der Mobilmachung anlässlich des Krieges gegen Frankreich wurde er am 18. Juli 1870 zum Kommandeur des Landwehr-Besatzungs-Regiments der Festung Minden ernannt und am 26. Juli 1870 zum Oberst befördert. Im Kriegsverlauf nahm er am Gefecht bei Châtillon teil und fungierte vom 23. Dezember 1870 bis zum 4. Februar 1871 als Kommandant von Orléans.
Ausgezeichnet mit dem Eisernen Kreuz II. Klasse wurde Lettgau nach dem Vorfrieden von Versailles am 25. März 1871 zum Brigadier der 9. Gendarmerie-Brigade in Kiel ernannt. In dieser Eigenschaft erhielt er anlässlich des Ordensfestes im Januar 1872 den Roten Adlerorden IV. Klasse. Unter Verleihung des Charakters als Generalmajor wurde Lettgau am 15. Dezember 1874 mit Pension zur Disposition gestellt.
Der General von Schwarzkoppen schrieb 1874 in seiner Beurteilung: „Er bewährt sich in der innehabenden Stelle, ist sehr fleißig, daher gut in Bezug auf Mann und Leute orientiert, und füllt seinen Posten durchweg gut aus. Er macht sich verdient um die praktische Abgrenzung der einzelnen Distrikte und Beritte und lebt in gutem Einverständnis mit den Zivilbehörden.“

### Familie
Lettgau heiratete am 11. Mai 1849 in Düsseldorf Mathilde Klinge (1824–1911). Das Paar hatte mehrere Kinder:
- Heinrich Friedrich Oskar (* 1850), Oberstleutnant[1]
- Adele (* 1852)